# Naturalismo (letteratura)
Il naturalismo è una corrente letteraria che nasce in Francia nella seconda metà dell'Ottocento come applicazione diretta del pensiero positivista e che si propone di descrivere la realtà psicologica e sociale con gli stessi metodi usati nelle scienze naturali.
Esso riflette in letteratura l'influenza della generale diffusione del pensiero scientifico, che basa la conoscenza sull'osservazione, sulla sperimentazione e sulla verifica.

Lo scrittore cerca di esprimere la realtà nel modo più oggettivo ed impersonale possibile, lasciando alle cose e ai fatti stessi narrati, la descrizione del compito di denunciare lo stato della situazione sociale, evidenziando il degrado e le ingiustizie della società. 
Gli scrittori naturalisti abbandonano la scelta narrativa del narratore onnisciente, che sa tutto dei personaggi e che racconta la storia in terza persona, comune nel romanzo realista, sostituendola con una voce narrante che assiste ai fenomeni descritti, così come accadono.
A Taine, filosofo, storico e critico letterario francese, risale la classificazione dei tre fattori che lo scrittore naturalista deve considerare raccontando una vicenda e rappresentando i suoi personaggi: l'ereditarietà, l'ambiente sociale e l'epoca storica (determinismo).
I principali due scrittori del naturalismo sono Émile Zola che rappresenta nelle sue opere il proletariato industriale e Guy de Maupassant che scrive novelle i cui protagonisti sono contadini, modesti impiegati, donne di piacere e militari.
Il naturalismo si opponeva all'ideologia spiritualistica del periodo romantico per basarsi sulle premesse deterministiche che stavano alla base e l'attenzione dei naturalisti veniva posta su quell'aspetto meccanicistico della società che sovrastava l'uomo degradandolo e causandogli ogni male.
Il critico e storico positivista Hippolyte Taine è considerato il primo teorico del naturalismo sia per l'uso del termine stesso, che venne da lui usato in un saggio dedicato a Honoré de Balzac e pubblicato sul "Journal des débats" nell'anno 1858, sia per aver affermato il concetto che anche in letteratura sia possibile trattare la realtà e pertanto la psicologia umana con la medesima rigorosità utilizzata dal metodo scientifico.
L'uomo, sosteneva Taine, è il risultato di tre elementi, "race, milieu, moment", che corrispondono al fattore ereditario, all'ambiente sociale, al momento storico che "lo determinano nei suoi tratti psicologici e ne generano il comportamento, sicché anche la virtù e il vizio non sono che corpi compositi, scindibili, come lo zucchero e il vetriolo, negli elementi semplici che li costituiscono".
Oltre al pensiero di Taine tra i fondamenti teorici del Naturalismo vanno ricordati il darwinismo sociale, basato sull'evoluzionismo e la selezione naturale, nonché le idee del sociologo e filosofo Émile Durkheim per il quale la "coscienza collettiva" determina le azioni dei singoli. Di conseguenza, per Durkheim, l'individuo è generato dalla società.

## Honoré de Balzac
Honoré de Balzac, precursore del naturalismo francese, nel 1842, già nella prefazione al suo ciclo narrativo "La Comédie humaine", nello stabilire i canoni delle future tendenze realiste, aveva scritto che "... il romanziere deve ispirarsi alla vita contemporanea, studiando l'uomo quale appare nella società e aveva rappresentato la società capitalistica, con un nuovo interesse per il fattore economico, di cui aveva messo in rilievo l'importanza predominante nei rapporti fra gli uomini, tenendosi vicino anche nel linguaggio e nello stile alla realtà del mondo rappresentato". Pertanto, aggiunge il Pazzaglia, "Procedendo su questa linea e rafforzandola con le idee positivistiche, il naturalismo si era proposto uno studio scientifico della società e della psicologia dell'uomo, rigettando ogni idealismo e studiando di preferenza i ceti più umili, che, per le loro reazioni psicologiche elementari, meglio sembravano prestarsi a un'analisi scientifica oggettiva".

## Gustave Flaubert
Lo scrittore che i naturalisti indicheranno come loro maestro sarà Gustave Flaubert, autore di Madame Bovary (1857), per la sua teoria dell'impersonalità che fa largo uso del "discorso indiretto libero". Flaubert, con i suoi romanzi, aveva impresso una svolta radicale alla tradizione del realismo romantico. Nel 1857, a proposito della sua teoria dell'impersonalità, scriverà: "L'artista deve essere nella sua opera come Dio nella creazione, invisibile e onnipotente, sì che lo si senta ovunque, ma non lo si veda mai. E poi l'Arte deve innalzarsi al di sopra dei sentimenti personali e delle suscettibilità nervose. È ormai tempo di darle, mediante un metodo implacabile, la precisione delle scienze fisiche". Flaubert porta in letteratura un sarcasmo che investe tutte le strutture tradizionali della società perbenista e ipocrita.

## Émile Zola
Al metodo di Flaubert si rifà la scuola naturalistica di Émile Zola che, come scrive De Sanctis, è "L'artista di questa scuola. È lui, che, pur combattendo ogni tendenza convenzionale dell'arte, e atteggiandosi a novatore, ripiglia le tradizioni, e non distrugge, ma compie il romanzo psicologico e storico assorbendolo e realizzandolo ancor più nel suo romanzo fisiologico... il suo romanzo è dunque uno studio più acuto e più compiuto dell'uomo, a base fisiologica".
Se la critica tradizionale aveva fatto una precisa distinzione tra Zola come romanziere e Zola come teorizzatore, oggi gli studiosi, nel rivalutare il lavoro critico e teorico dello scrittore hanno saputo dimostrare che fra la parte programmatica e quella artistica vi è una forte connessione.
Nel saggio su Il romanzo sperimentale ("Le roman expérimental") che raccoglie gli scritti teorici di Zola pubblicato nel 1880 e che viene considerato l'unico Manifesto del naturalismo, egli definisce il romanzo "una conseguenza dell'evoluzione scientifica del secolo; esso è, in una parola, la letteratura della nostra età scientifica, come la letteratura classica e romantica corrispondeva a un'età di scolastica e di teologia" e aggiunge che "Il romanziere muove alla ricerca di una verità... È innegabile che il romanzo naturalista, quale ora lo intendiamo, sia un vero e proprio esperimento che il romanziere compie sull'uomo, con l'aiuto dell'osservatore". Nel Saggio di apertura di quest'opera troviamo il programma letterario dello scrittore che, in sintesi, conferisce una serie di regole che caratterizzano un romanziere:Il romanziere deve far proprio il metodo sperimentale e deve applicarlo ai fenomeni della società, deve poi scrutare scrupolosamente i personaggi principali dei racconti e collocarli in contesti ambientali precisi. Infine un romanziere, deve rispettare i canoni dell'impersonalità secondo cui nei romanzi, non devono trasparire i sentimenti dello scrittore, che deve tenersi fuori dal racconto.
Nel 1881 Zola pubblica Le Naturalisme au Théâtre: les Théories et les Exemples. Egli era anche critico teatrale e nei relativi capitoli di questo saggio auspica che i criteri del Naturalismo vengano applicati alla sceneggiatura, alla scenografia, ai costumi e alla recitazione.
L'opera comprende inoltre il divertente capitolo "La Critique et le Public".
"È un libro fondamentale per gli amanti del Teatro, a tratti appassionatamente polemico, scritto con verve e ironia." (Stefano Gargano).

## I fratelli Goncourt
Tra gli esponenti del naturalismo vanno considerati i fratelli Edmond de Goncourt e Jules de Goncourt autori del romanzo Le due vite di Germinie Lacerteux pubblicato nel 1865 che si ispirava ad una vicenda vissuta e che venne classificato come il primo esempio di romanzo-documento e di romanzo vero. Nella prefazione alla prima edizione gli autori, rivolgendosi ad un ipotetico pubblico abituato ai romanzi falsi, scrivono "... questo è un romanzo vero... Ed ora questo libro venga pure calunniato: poco importa. Oggi che il Romanzo si allarga e ingrandisce, e comincia ad essere la grande forma seria, appassionata, viva, dello studio letterario e della ricerca sociale, oggi che esso diventa, attraverso l'analisi e la ricerca psicologica, la Storia morale contemporanea, oggi che il Romanzo s'è imposto gli studi e i compiti della scienza, può rivendicarne la libertà e l'indipendenza. Ricerchi dunque l'Arte e la Verità; mostri miserie tali da imprimersi nella memoria dei benestanti di Parigi; faccia vedere alla gente della buona società... la sofferenza umana, presente e viva".

## La poetica naturalista
La poetica naturalistica deriva dalla concezione deterministica della vita e dell'uomo e il romanzo non è altro che una piccola parte di vita analizzata con il metodo delle scienze sia naturali che sociologiche.
I principi della teoria del romanzo sperimentale furono comunque fissati da Émile Zola in due punti fondamentali secondo i quali lo scrittore:
- deve osservare la realtà, e non inventarla, per poi riprodurla oggettivamente;
- deve utilizzare una scrittura che risulti essere un documento oggettivo dal quale non deve trasparire nessun intervento soggettivo dell'autore.

## I temi della narrativa naturalista
I temi preferiti della narrativa naturalista furono anti-idealistici e anti-romantici, in modo che la narrazione portasse con sé una forte carica di denuncia sociale che doveva risultare dalla descrizione scientifica ed obiettiva dei fatti.
Tra i temi principali vi erano dunque:
- la vita quotidiana con le sue banalità, le sue meschinità e le sue ipocrisie;
- le passioni morbose che dovevano rasentare il limite della patologia psichiatrica, come la follia e il crimine;
- le condizioni di vita delle classi subalterne, soprattutto del proletariato urbano che, con la sua miseria (prostituzione, alcolismo, delinquenza minorile) potesse dare un chiaro esempio di patologia sociale.